# Sikorskij S-XX
RBVZ Sikorskij S-XX byl ruský jednomístný stíhací dvojplošník s pevným záďovým podvozkem, který postavil Igor Sikorskij v roce 1916.

## Vývoj
Nevyzbrojený prototyp S-XX (výr. č. 267) byl dokončen v září 1916 a následně zkoušen vojenskými piloty Romanovem a Niževským. Letoun poháněl motor Gnome ruské výroby s dvoulistou vrtulí, který dával výkon pouze 80 k. Při probíhajících testech byl poškozen a po opravě přepracován na vodní plovákový.
Během prvních měsíců roku 1917 bylo v podniku RBVZ postaveno dalších pět předsériových strojů, do jejichž draků byly instalovány vzduchem chlazené rotační devítiválce Le Rhône o výkonu 81 kW/110 k. Plánovaná výzbroj jedním synchronizovaným kulometem Vickers ráže 7,7 mm na horní straně trupu před pilotem pravděpodobně nebyla realizovaná. K sériové výrobě nakonec nedošlo také vzhledem k nákupu výkonnějších francouzských letounů SPAD S.VII.

## Hlavní technické údaje
Údaje dle
- Délka: 6,50 m
- Rozpětí: 8,20 m
- Výška: 2,90 m
- Nosná plocha: 17,00 m²
- Hmotnost prázdného letounu: 395 kg
- Vzletová hmotnost: 570 kg
- Maximální rychlost u země: 190 km/h
- Cestovní rychlost ve výšce: 160 km/h
- Výstup do 3000 m: 15 min
- Dostup: 5500 m
- Vytrvalost: 2 h